# Knipolegus sclateri
La viudita ribereña del Amazonas (Knipolegus sclateri), es una especie –o la subespecie Knipolegus orenocensis sclateri, dependiendo de la clasificación considerada– de ave paseriforme de la familia Tyrannidae perteneciente al género Knipolegus. Es nativa de la cuenca amazónica en América del Sur

## Distribución y hábitat
Se distribuye en el noreste de Ecuador (río Napo), noreste y este de Perú (ríos Napo, Marañón, Amazonas, alto Ucayali) hasta el centro norte de Brasil (a lo largo de los ríos Solimões y Madeira hacia el este hasta el bajo Tapajós).
Esta especie es considerada poco común y local en su hábitat natural: los crescimientos arbustivos jóvenes de islas ribereñas, por debajo de los 300 m de altitud.

## Sistemática

### Descripción original
La especie K. sclateri fue descrita por primera vez por el ornitólogo austríaco Carl Eduard Hellmayr en 1906 bajo el mismo nombre científico; la localidad tipo es: «abajo de la desembocadura del Río Maici/Marmelos, margen derecha del Río Madeira, Brasil».

### Etimología
El nombre genérico masculino «Knipolegus» se compone de las palabras del griego «knips, knipos» que significa ‘insecto’, y «legō» que significa ‘agarrar’, ‘capturar’; y el nombre de la especie «sclateri», conmemora al zoólogo británico Philip Lutley Sclater (1829–1913).

### Taxonomía
Esta especie es tradicionalmente tratada como una subespecie de la viudita ribereña (Knipolegus orenocensis), pero las clasificaciones Aves del Mundo (HBW) y Birdlife International (BLI) la consideran una especie separada, con base en diferencias morfológicas y posiblemente de comportamiento de exhibición del macho. Sin embargo, esto no es todavía reconocido por otras clasificaciones. Es monotípica. 
Las principales diferencias apuntadas por HBW para justificar la separación de K. orenocensis son: la hembra es blanquecina por abajo y no gris ceniza, y por arriba es gris con los bordes de las alas beige y no toda gris ceniza; el macho es más negro y algo menor. Las posibles diferencias en el comportamiento de exhibición del macho merecen mejor investigación.